# Mexicaanse oogstmuis
De Mexicaanse oogstmuis (Reithrodontomys mexicanus) is een zoogdier uit de familie van de Cricetidae. De wetenschappelijke naam van de soort werd voor het eerst geldig gepubliceerd door Saussure in 1860.
De Mexicaanse oogstmuis heeft een kop-romplengte van 7 tot 10 cm, een staartlengte van 9 tot 13 cm en een gewicht van 12 tot 18 gram. De soort leeft van Tamaulipas en Michoacán de Ocampo in Mexico tot Ecuador. De Mexicaanse oogstmuis is in uiteenlopende leefgebieden te vinden, waaronder regenwouden, nevelwouden, prairies en droogbossen van 500 tot 3.300 meter hoogte. De Mexicaanse oogstmuis is een nachtactief knaagdier dat zich voedt met nectar, zaden en insecten.